# Tomás González González
Tomás Godrés González González (San Juan, 23 de agosto de 1968) es un administrador y eclesiástico católico puertorriqueño, obispo auxiliar de San Juan de Puerto Rico, desde noviembre de 2023.

## Biografía
Tomás Godrés nació el 23 de agosto de 1968, en el distrito de Santurce, de la ciudad puertorriqueña de San Juan. Hijo de Tomás González Pérez y Blanca O. González Santiago -terciaria carmelita-, oriundos de Lares.
Realizó su formación secundaria en el Colegio Santa María de los Ángeles, en San Juan, y en el Colegio Nuestra Señora de Belén, en Guaynabo, donde obtuvo su diploma en 1986.
En 1991, se graduó de Administrador de empresas, con concentración en Gerencia, en la Universidad de Puerto Rico en Bayamón. Trabajó en American Eagle de 1992 a 1994.
En 1994, ingresó en el Seminario Mayor Regional de San Juan, donde cursó los estudios eclesiásticos. Tras realizar estudios en la Pontificia Universidad Católica de Puerto Rico, obtuvo la licenciatura en Teología.

### Sacerdocio
Fue ordenado diácono en diciembre del 2000, en la Gruta de Lourdes, a manos del arzobispo Roberto González Nieves OFM. Su ordenación sacerdotal fue el 6 de agosto de 2001, en la Catedral de San Juan, a manos del mismo arzobispo; incardinándose en la arquidiócesis de San Juan.
Como sacerdote ha desempeñado los siguientes ministerios:
- Vicario parroquial de San Lucas Evangelista (2001-2002).[3]
- Capellán del Recinto de Ciencias Médicas (2001-2017).[4]
- Párroco de San Lucas Evangelista (2002-2015).
- Miembro del Consejo de Órdenes y Ministerios (2005-2023).[6]
- Delegado al Consejo del Seminario Mayor Regional de San Juan (2003-2022).
- Director espiritual del movimiento Cursillos de Cristiandad (2012-2022).
- Vicario episcopal del Vicariato de Río Piedras-Trujillo Alto (2016-2022).
- Párroco de Santa Luisa de Marillac (2020-2023).
- Vicario general y moderador de la curia (2022-2023).[7]

### Episcopado
El 8 de septiembre de 2023, el papa Francisco lo nombró obispo titular de Enera y obispo auxiliar de San Juan de Puerto Rico. Fue consagrado el 18 de noviembre del mismo año, en la Iglesia de Santa Teresita en Santurce, a manos del arzobispo Roberto González Nieves OFM.